# Philipp Zuna
Philipp Zuna (* 27. Juni 1997) ist ein österreichischer Fußballspieler.

## Karriere
Zuna begann seine Karriere beim ESK Graz. Im September 2006 wechselte er zum Grazer AK. Im Februar 2008 kam er in die Jugend des Rivalen SK Sturm Graz, bei dem er ab der Saison 2012/13 auch sämtliche Altersstufen in der Akademie durchlief. Zur Saison 2015/16 wechselte Zuna zum Regionalligisten SC Kalsdorf. In seiner ersten Saison in der Regionalliga kam er zu 19 Einsätzen, in denen er einmal traf. In der Saison 2016/17 absolvierte er 29 Regionalligaspiele für Kalsdorf.
Nach weiteren 15 Einsätzen bis zur Winterpause 2017/18 schloss Zuna sich im Jänner 2018 dem Ligakonkurrenten FC Gleisdorf 09 an. Für Gleisdorf spielte er bis Saisonende zwölfmal in der dritthöchsten Spielklasse. In der Saison 2018/19 absolvierte er 24 Spiele, in denen der Stürmer neun Tore erzielte. In der COVID-bedingt abgebrochenen Spielzeit 2019/20 absolvierte er 16 Regionalligapartien.
Zur Saison 2020/21 wechselte Zuna zum viertklassigen ASK Voitsberg. Für Voitsberg absolvierte er 59 Spiele in der Landesliga, ehe er mit dem Team 2023 Meister wurde und in die Regionalliga aufstieg. In der Saison 2023/24 kam er zu 28 Einsätzen in der dritthöchsten Spielklasse, in denen er 17 Tore erzielte. Mit Voitsberg wurde er auch in der Regionalliga Mitte direkt Meister und marschierte somit in die 2. Liga durch. Sein Zweitligadebüt gab er im Anschluss im August 2024, als er am ersten Spieltag der Saison 2024/25 gegen den SKU Amstetten in der Startelf stand. 